# 卡梅爾 (緬因州)
卡梅爾（英語：Carmel）是一個位於美國緬因州佩諾布斯科特縣的鎮。

## 人口
根據2020年美國人口普查的數據，卡梅爾的面積為95.57平方千米，當中陸地面積為94.61平方千米，而水域面積為0.96平方千米。當地共有人口2867人，而人口密度為每平方千米30人。